# تاكم
هي منظمة وكالات إنفاذ القانون الأوراسية مع الحالة العسكرية ((بالتركية: TAKM - Avrasya Askerî Statülü Kolluk Kuvvetleri Teşkilatı)‏) هي منظمة حكومية دولية وتطبيق القانون العسكري (الدرك) تنظيم ثلاث دول بالتركية (أذربيجان وقيرغيزستان وتركيا) و منغوليا. جاء TAKM حروف الأولية من أسماء البلدان المؤسسة.
يعتبر TAKM كبديل لFIEP.

## الدول الأعضاء
| تاريخ         | دولة      |          |
| ------------- | --------- | -------- |
| 29 يناير 2013 | تركيا     | المؤسسين |
| 29 يناير 2013 | أذربيجان  | المؤسسين |
| 29 يناير 2013 | قرغيزستان | المؤسسين |
| 29 يناير 2013 | منغوليا   | المؤسسين |